# مولد يا دنيا (فلم)
مولد يا دنيا فيلم مصري كوميدي غنائي وأحد أشهر الافلام الاستعراضية العربية. الفيلم من بطولة عفاف راضي ومحمود ياسين وعبد المنعم مدبولي وتوفيق الدقن ولبلبة وسعيد صالح وحسن مصطفى ومحيي إسماعيل وآخرين. الفيلم من إخراج حسين كمال. من إنتاج شركة أفلام صوت الفن، وقصة وسيناريو وحوار يوسف السباعي. صدر الفيلم عام 1976.

## قصة الفيلم
يحكي الفيلم قصه مجموعه من الشباب المشردين الذين تضطرهم ظروفهم القاسيه للانحراف حتى التقوا بمدرب للرقص (محمود ياسين)، الذي يقوم بمحاولة لإنقاذهم وإشراكهم في فرقه للفنون الشعبية. وينجح في ذلك بعد سلسله من الأحداث الدرامية.
رغم كون الفيلم في حد ذاته بسيطا إلا أن الاستعراضات التي أخراجها حسين كمال وألحان بليغ حمدي وصوت عفاف راضي جعلوا من هذا الفيلم واحدا من الافلام الاستعراضيه الناجحة في تاريخ السينما المصرية ومن أغاني الفلم تبسم للنبي وامر يا أمير ويمكن على بالو حبيبي وأغاني أخرى جميله منها أغنية الصبر طيب التي اداها بروعة شديده الفنان الراحل عبد المنعم مدبولي.

## فريق العمل
إخراج: حسين كمال

قصة سيناريو وحوار: يوسف السباعي

### بطولة
- عفاف راضي
- محمود ياسين
- عبد المنعم مدبولي
- توفيق الدقن
- سعيد صالح
- لبلبة
- حسن مصطفى
- حسن السبكي
- محيي إسماعيل
- محمد نجم
- سيف الله مختار

#### أشترك في التمثيل
- حامد مرسي
- نعيمة الصغير
- قدرية قدري
- كامل زهيرى
- سمير ولي الدين
- محمود كمال

## كلمات وألحان أغاني الفيلم
أغنية: المولد كلمات: مرسي جميل عزيز ألحان: علي إسماعيل

أغنية: تعالي جنبي كلمات: عبد الرحيم منصور ألحان: بليغ حمدي

أغنية: شبيك لبيك كلمات: مرسي جميل عزيز ألحان: منير مراد

أغنية: يهديك يرضيك كلمات: مرسي جميل عزيز ألحان: محمد الموجى

أغنية: زمان وكان يا ما كان كلمات: مرسي جميل عزيز ألحان: كمال الطويل

أغنية: حبيتك كلمات: مجدي نجيب ألحان: بليغ حمدي

أغنية: يمكن علي باله كلمات: عبد الرحيم منصور ألحان: بليغ حمدي

أغنية: يا قوي كلمات: مرسي جميل عزيز ألحان: محمد الموجى

أغنية: يلا يا دنيا كلمات: سيد مرسي ألحان: بليغ حمدي